# La Femme la plus assassinée du monde
Pour plus de détails, voir Fiche technique et Distribution.
La Femme la plus assassinée du monde est un film biographique américano-britannico-belge coécrit et réalisé par Franck Ribière, sorti en 2018. Il s’agit des faits réels sur l’actrice Paula Maxa, spécialisée dans les rôles de victimes dans les pièces du Grand-Guignol où elle a été mise à mort 30 000 fois sur scène entre 1917 et 1933 à Paris, soit six fois par jour.

## Synopsis
Paris dans les années 1930, le jeune journaliste Jean Charpentier (Niels Schneider) assiste à un des spectacles les plus horrifiques au Grand-Guignol où joue l’actrice populaire Paula Maxa (Anna Mouglalis) dans les rôles de victimes de crimes les plus atroces. Cette dernière ne distingue pas réalité et fiction…

## Fiche technique
Sauf indication contraire, les informations mentionnées dans cette section peuvent être confirmées par la base de données cinématographiques IMDb,  présente dans la section « Liens externes ».
- Titre originale : La Femme la plus assassinée du monde
- Titre international : The Most Assassinated Woman in the World
- Réalisation : Franck Ribière
- Scénario : Vérane Frédiani, David Murdoch et Franck Ribière, d’après une idée originale de James Charkow et David Murdoch
- Décors : Cédric Van Eesbeek
- Costumes : Lily Beca et Chandra Vellut
- Photographie : Laurent Barès
- Son : Frédéric Demolder
- Montage : Sébastien Prangère
- Musique : Keren Ann
- Production : Jean-Jacques Neira
- Sociétés de production : Fontana ; Sinner Films (coproduction)
- Sociétés de distribution : XYZ Films ; Netflix
- Pays d’origine :  Belgique /  États-Unis /  Royaume-Uni
- Langue originale : français
- Format : couleur
- Genre : biographie
- Durée : 102 minutes
- Dates de sortie :
  - Belgique : 7 avril 2018 (Festival international du film fantastique de Bruxelles)[1]
  - Royaume-Uni : 27 juin 2018 (Festival international du film d'Édimbourg)
  - Suisse romande : 9 juillet 2018 (Festival international du film fantastique de Neuchâtel 2018)
  - Monde : 7 septembre 2018 (Netflix)

## Distribution
- Anna Mouglalis : Paula Maxa, actrice de théâtre
- Niels Schneider : Jean Charpentier, journaliste du Petit Journal
- Eric Godon : Georges Paulais
- Sissi Duparc : Rose
- André Wilms : Eugène de Lancry
- Michel Fau : André de Lorde
- Constance Dollé : Violette
- Jean-Michel Balthazar : Paul Ratineau, responsable des effets spéciaux
- Michel Ferracci : Dominique
- Renaud Rutten : Louis
- Julien Bodson : Julien (compagnon de la fan de Paula Maxa)
- Jean-Jacques Rausin : Alexandre
- Christian Crahay : Dupuis
- Vérane Frédiani : Sylviane
- Bruno Blairet : Roger
- Jérémy Vrancken :spectateur effrayé

## Accueil
Festivals et diffusion
La Femme la plus assassinée du monde est sélectionné en avant-première le 7 avril 2018 Festival international du film fantastique de Bruxelles en Belgique et le 27 juin 2018 au Festival international du film d'Édimbourg au Royaume-Uni, avant de distribuer le 7 septembre 2018 sur Netflix dans le monde entier.